# Plesioagathomerus atrodiscalis
Plesioagathomerus atrodiscalis es una especie de coleóptero de la familia Megalopodidae.

## Distribución geográfica
Habita en Argentina.